# División de Honor femenina de waterpolo 2017-18
La División de Honor femenina de waterpolo 2017-18, conocida por motivos de patrocinio como Liga Iberdrola, es la 31.ª edición de la  máxima categoría femenina de waterpolo. El torneo es organizado por la Real Federación Española de Natación. El CN Sabadell es el vigente campeón de la competición.

## Equipos participantes
- C.N. Sant Feliu
- C.N. Sabadell
- C.N. Mataró La Sirena
- C.N. Sant Andreu
- CN Rubí
- CE Mediterrani
- C.N. Terrasa
- Club Waterpolo Dos Hermanas
- CN Madrid Moscardó
- Escuela Waterpolo Zaragoza

## Liga Regular

### Clasificación
- Actualizado a los partidos jugados el 2 de diciembre de 2017.[2]

| Pos. | Equipo                      | Pt | P.J. | P.G. | P.E. | P.P. | G.F. | C.C. |
| ---- | --------------------------- | -- | ---- | ---- | ---- | ---- | ---- | ---- |
| 1    | C.N. Sabadell               | 18 | 6    | 6    | 0    | 0    | 143  | 27   |
| 2    | C.N. Sant Andreu            | 18 | 6    | 6    | 0    | 0    | 87   | 32   |
| 3    | C.N. Terrasa                | 15 | 6    | 5    | 0    | 1    | 61   | 57   |
| 4    | C.N. Mataró La Sirena       | 12 | 6    | 4    | 0    | 2    | 78   | 49   |
| 5    | Escuela Waterpolo Zaragoza  | 9  | 6    | 3    | 0    | 3    | 45   | 70   |
| 6    | CE Mediterrani              | 9  | 6    | 3    | 0    | 3    | 67   | 65   |
| 7    | CN Madrid Moscardó          | 6  | 6    | 2    | 0    | 4    | 53   | 66   |
| 8    | Club Waterpolo Dos Hermanas | 1  | 6    | 0    | 1    | 5    | 42   | 101  |
| 9    | CN Rubí                     | 1  | 6    | 0    | 1    | 5    | 35   | 96   |
| 10   | C.N. Sant Feliu             | 0  | 6    | 0    | 0    | 6    | 36   | 84   |

|  | Clasificado para el Play-off  |
|  | Juega el Play-off de descenso |
|  | Desciende a 1ª división       |

C Campeón de la liga regular.